# Veneroida
Veneroida é uma ordem de moluscos bivalves, que inclui moluscos familiares como o berbigão e a amêijoa (família Cardiidae)

## Famílias
| - Arcticidae - Astartidae - Cardiidae - Donacidae - Kelliidae - Lasaeidae - Leptonidae - Lucinidae - Mactridae - Montacutidae - Petricolidae | - Pharidae - Psammobiidae - Scrobiculariidae - Semelidae - Solecurtidae - Solenidae - Tellinidae - Thyasiridae - Turtoniidae - Ungulinidae - Veneridae |